# Російська громада Республіки Саха
Російська громада Республіки Саха (Якутія) (рос. Русская община Республики Саха) — громадська організація в Республіці Саха (Якутія). Створена у квітні 1994 року. Основна мета — захист і реалізація громадянських, економічних, соціальних, політичних і культурних прав і свобод російського народу, збереження самобутньої духовності, культури, звичаїв, обрядів і традицій.
Організація співпрацює з Департаментом у справах народів та федеративних відносин, Асамблеєю народів Республіки Саха (Якутія), мерією м. Якутська та ін. Бере участь в культурних та громадських заходах, фестивалях, Днях слов'янської писемності і культури.
Голова — Людмила Медведєва.